# La Uvita

Localização de La Uvita no departamento de Boyacá.

La Uvita é um município no departamento de Boyacá, na Colômbia.